# 70401 Davidbishop
70401 Davidbishop è un asteroide della fascia principale. Scoperto nel 1999, presenta un'orbita caratterizzata da un semiasse maggiore pari a 2,5197174 UA e da un'eccentricità di 0,1934076, inclinata di 8,39599° rispetto all'eclittica.
L'asteroide è dedicato all'astrofilo statunitense David Bishop che cura la manutenzione di un sito con l'archivio fotografico delle più recenti supernovae.